# Tölgyesi Péter (atléta)
Tölgyesi Péter (1981. június 9. –) magyar hármasugró. A Dunakeszi VSE versenyzője. Edzői Maracskó Pál (1991-2004) és Németh Gyula (2005-2010) voltak.

## Pályafutása
A 2003-as U23-as Európa-bajnokságon nyolcadik volt. Ugyanebben az évben 11. lett az universiádén. 2004-ben a fedett pályás atlétikai világbajnokságon kiesett a selejtezőben. A nyári olimpiai játékokon nem jutott be a döntőbe. A 7. helyen végzett a 2005-ös fedett pályás Európa-bajnokságon. Tizenkét alkalommal nyert magyar bajnokságot hármasugrásban. Szabadtéren: 2001, 2002, 2003, 2004, 2006 és 2008. Fedettpályán: 2003, 2004, 2005, 2006, 2008 és 2009. Legjobb eredménye 16,74 m, amelyet 2003 júniusában ért el a lappeenrantai Európa-kupa versenyen.